# Hooge
Hooge (en danés: Hoge, en frisón: Huuge) es una pequeña isla frente a la costa de Alemania, que administrativamente pertenece al Estado federado de Schleswig-Holstein. Es la segunda más grande de las diez Halligen en el mar de Frisia, después de la isla de Langeness. Con frecuencia es llamada "la reina de las Halligen". Las casas de la isla fueron edificadas sobre diez Warften.
El municipio (Gemeinde) de Hooge también incluye la isla de Norderoog que está deshabitada.